# 제트스타 아시아 항공의 운항 노선
2025년 7월 31일 운항 중단 이전 제트스타 아시아 항공의 운항 노선은 다음과 같았다.

## 운항 노선

### 아시아
일본
- 오사카 - 간사이 국제공항
- 후쿠오카 - 후쿠오카 공항

 인도네시아
- 자카르타 - 수카르노 하타 국제공항
- 덴파사르 - 응우라라이 국제공항
- 메단 - 쿠알라나무 국제공항
- 수라바야 - 주안다 국제공항
- 팔렘방 - 술탄 마흐무드 바다루딘 2세 국제공항
- 페칸바루 - 술탄 샤리프 카심 2세 국제공항

 태국
- 방콕 - 수완나품 국제공항
- 푸켓 - 푸켓 국제공항 부정기편

 대만
- 타이베이 - 타이완 타오위안 국제공항

 캄보디아
- 프놈펜 - 프놈펜 국제공항
- 씨엠립 - 씨엠립 국제공항

 중국
- 구이양 - 구이양 롱동바오 국제공항
- 싼야 - 싼야 피닉스 국제공항
- 하이커우 - 하이커우 메이란 국제공항
- 항저우 - 항저우 샤오산 국제공항
- 산터우 - 제양 차오산 국제공항

 필리핀
- 마닐라 - 니노이 아키노 국제공항

 베트남
- 다낭 - 다낭 국제공항
- 호치민시 - 떤선녓 국제공항

 홍콩
- 홍콩 - 홍콩 국제공항

 말레이시아
- 쿠알라룸푸르 - 쿠알라룸푸르 국제공항
- 페낭 - 페낭 국제공항

 미얀마
- 양곤 - 양곤 국제공항

 싱가포르
- 싱가포르 - 싱가포르 창이 국제공항 허브

### 오세아니아
호주
- 다윈 - 다윈 국제공항
- 퍼스 - 퍼스 공항